# Josias von Heeringen

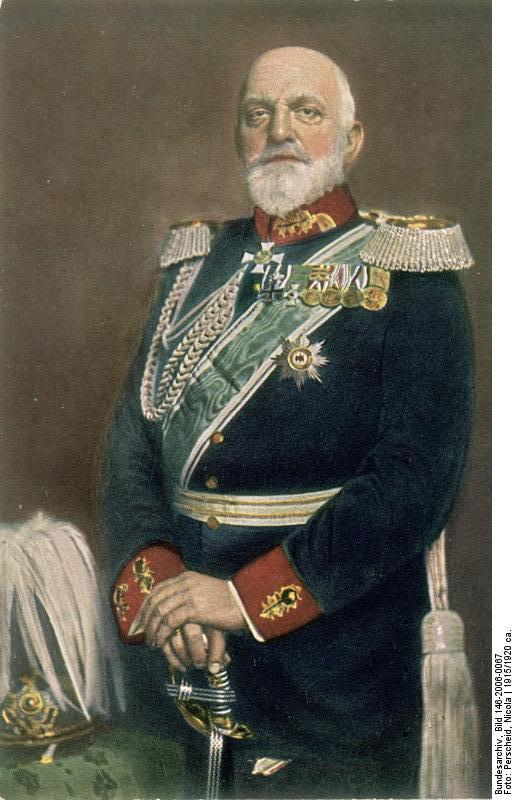
Josias von Heeringen (1915)

Josias Oskar Otto von Heeringen (* 9. März 1850 in Kassel; † 9. Oktober 1926 in Berlin-Charlottenburg) war ein preußischer Generaloberst, Kriegsminister, Verbandsfunktionär und von 1919 bis 1926 Präsident des Kyffhäuserbundes.

## Leben

### Herkunft und Familie
Er war der Sohn des kurhessischen Oberhofmarschalls und Theaterintendanten Josias von Heeringen (1809–1885) und dessen Ehefrau Karoline von Starkloff (1817–1871). Sein jüngerer Bruder August von Heeringen (1855–1927) stieg in der Kriegsmarine bis zum Admiral und Chef des Admiralstabs auf.
Josias von Heeringen heiratete 1874 in Wiesbaden Auguste von Dewall (1853–1942), Tochter des preußischen Generalleutnants Kasimir von Dewall (1811–1895). Das Paar hatte vier Söhne, darunter der Freimaurer Kurt von Heeringen, und zwei Töchter.

### Militärische Laufbahn
Heeringen trat am 11. April 1867 aus dem Kadettenkorps kommend als Fähnrich in das Füsilier-Regiment Nr. 80 der Preußischen Armee ein. Mit dem Regiment nahm er 1870/71 als Sekondeleutnant am Deutsch-Französischen Krieg teil. In der Schlacht bei Wörth wurde er schwer verwundet und erhielt für persönliche Tapferkeit das Eiserne Kreuz II. Klasse. Nach mehreren Stationen seiner militärischen Laufbahn wurde Heeringen 1887 Major im Kriegsministerium. Zwischen 1892 und 1895 war er Abteilungschef im Generalstab. Im Jahr 1898 wurde Heeringen zum Generalmajor und zum Direktor des Armee-Verwaltungsdepartements im Kriegsministerium ernannt. 1901 wurde er zum Generalleutnant befördert. 1903 wurde er Kommandeur der 22. Division. Am 21. September 1906 wurde Heeringen zum General der Infanterie befördert und gleichzeitig zum Kommandierenden General des II. Armee-Korps in Stettin ernannt. Dieses Kommando hatte er bis zum 31. August 1909 inne.

### Amtszeit als Kriegsminister
Vom 19. August 1909 bis zum 4. Juli 1913 amtierte Heeringen als Kriegsminister. Er widersetzte sich den Plänen von Generalstabschef Helmuth Johannes Ludwig von Moltke und Oberst Erich Ludendorff, damals Leiter der Aufmarschabteilung des Generalstabs, die Heeresstärke in Friedenszeiten von 670.000 auf 970.000 Mann aufzustocken. Nur durch einen Immediatvortrag bei Kaiser Wilhelm II. konnte der Kriegsminister es erreichen, dass in der Heeresvorlage 1913 die Heeresvergrößerung auf 117.000 (statt der geplanten 300.000) Mann begrenzt blieb. Doch die Kritik, durch seinen Einsatz gegen eine forcierte Aufrüstung habe Heeringen die Aufstellung dreier zusätzlicher Armeekorps vereitelt, riss nicht ab. Die Beziehungen zwischen dem Kriegsministerium und dem Generalstab blieben derart angespannt, dass der Kriegsminister den Kaiser um seine Amtsentpflichtung bat. 
Nach seinem Ausscheiden aus dem Kabinett war Heeringen Generalinspekteur der II. Armee-Inspektion mit Sitz in Berlin und wurde am 27. Januar 1914 zum Generaloberst befördert.

### Erster Weltkrieg
Mit Beginn des Ersten Weltkrieges wurde Heeringen am 2. August 1914 zum Oberbefehlshaber der 7. Armee an der Westfront ernannt. Das Armeeoberkommando 7 blieb bis zum September 1914 an die Weisungen der 6. Armee gebunden, um ein einheitliches Vorgehen der Nachbararmeen in der Schlacht in Lothringen (21./22. August 1914) zu gewährleisten. Während der Schlacht von Mülhausen verteidigte Heeringen das Elsass gegen Angriffe der französischen Vogesengruppe (Armée d’Alsace) unter General Paul Marie Pau. Deren Angriff auf den Donon, den Nordgipfel der Vogesen, von dessen Einnahme General Pau sich eine Entlastung der französischen 1. Armee unter General Auguste Dubail erhoffte, scheiterte unter schweren Verlusten. Am 13. September 1914 und den Folgetagen wurde die 7. Armee in den Raum südlich von Laon verlegt und half, die schwer bedrängte deutsche Front in der Schlacht an der Aisne zu stabilisieren. Heeringen erhielt dabei kurzfristig den Befehl einer zentralen Heeresgruppe beiderseits Reims. Am 28. August 1915 wurde er mit dem Orden Pour le Mérite ausgezeichnet. Am 28. August 1916 musste er die 7. Armee an General der Artillerie Richard von Schubert abgeben und verließ die Westfront. Von 1916 bis 1918 war er Oberbefehlshaber der Küstenverteidigung. Am 18. September 1918 wurde Heeringen in die Position Offizier von der Armee überführt und nach Kriegsende am 18. November 1918 aus dem aktiven Dienst verabschiedet.
Vom 15. November 1919 bis 1926 war Heeringen Präsident des Kyffhäuserbundes.

### Ehrungen
Heeringen wurde im September 1914 Ehrenbürger der Stadt Kassel. Außerdem war er seit 18. September 1918 Chef des Colbergschen Grenadier-Regiments „Graf Gneisenau“ (2. Pommersches) Nr. 9 sowie Ritter des Schwarzen Adlerordens mit Kette.